# Francisco Boza Dibós
Francisco Juan Boza Dibós (Lima, 19 de septiembre de 1964) es un deportista peruano de la especialidad de tiro, medalla de plata en los Juegos Olímpicos de Los Ángeles 1984 y medalla de oro en los Juegos Panamericanos de Toronto 2015. Fue presidente del Instituto Peruano del Deporte.

## Biografía
Nació el 19 de septiembre de 1964, en la ciudad de Lima, hijo de Carlos Pablo Boza Vega-León y de Rosa Amelia Dibós Cauvi. Por tanto, nieto de Enrique Dibós Dammert (hermano de Eduardo Dibós Dammert) y tataranieto de Juana Alarco Espinoza de Dammert. 
Es primo segundo de la destacada voleibolista y medalla de plata 1988 Natalia Málaga.
Practica el tiro como deporte principal. Tiene 60 años. 
Actualmente, forma parte del Consejo Directivo del club Regatas Lima.

## Trayectoria

### Juegos Olímpicos
Ha participado ininterrumpidamente en 8 Juegos Olímpicos desde los realizados en Moscú en 1980 hasta los de Atenas en el 2004 y además en Río de Janeiro en el 2016, siendo en estos últimos el abanderado nacional en la ceremonia de apertura. En los Juegos Olímpicos de Los Ángeles 1984, consiguió una medalla:
 Medalla de plata: Tiro (fosa olímpica masculina)

### Juegos Panamericanos
Participó en los Juegos Panamericanos de Toronto 2015 donde ganó:
 Medalla de oro: Tiro (fosa olímpica masculina)